# اتاق مرگ
اتاق مرگ (فرانسوی: La Chambre des morts‎) فیلمی جنایی محصول ۲۰۰۷ فرانسه است که از رمان اتاق مردگان اثر فرانک تیلیه مقتبس شده‌است.

## خلاصه داستان
چهار نفر برای پرده برداری از راز پروژه شرورانه و طبقه بندی شده‌ی دولت شان دربارۀ جانوری دست به کار می شوند و در تلاش برای پرده برداری هستند که… 

## بازیگران
- ملانی لوران
- اریک کاراواکا
- ژیل لولوش
- ژونتان زکی
- سلین سالت
- ژان-فرانسوا استونن
- ناتالی ریشار
- لولا کرتون